# Dominique Demougin
Dominique Demougin (* 12. Juni 1958) ist ein französischer Ökonom.

## Leben
Dominique Demougin  studierte von 1978 bis 1984 an der Universität Mannheim. Nach einem Abschluss als Diplomvolkswirt wechselte er an die University of Western Ontario, wo ihm 1988 für seine Dissertation Three Essays in Mechanism Design der Grad eines Ph.D. in Economics verliehen wurde.
Es folgten Lehrtätigkeiten als Assistant Professor an der University of Toronto und, seit 1994, als Professor with tenure an der Université du Québec à Montréal, bevor er 1997 einem Ruf an die Otto-von-Guericke-Universität Magdeburg folgte. Nachdem Demougin 2001 den Walther Rathenau-Lehrstuhl für Organisationstheorie an der Humboldt-Universität zu Berlin übernommen hatte, wechselte er im April 2007 an die EBS Universität für Wirtschaft und Recht in Wiesbaden und übernahm dort den Lehrstuhl für Recht und Ökonomie; zugleich wurde er Leiter des Departments Governance & Economics. Für sein Engagement wurden ihm im Jahr 2012 der Student’s Award for Class Room Excellence und der Dean’s Award for extraordinary commitment towards EBS Business School verliehen.
Im Jahr 2013 schließlich folgte er einem Ruf an das Department for Economics, Finance and Accounting der University of Liverpool.
Dominique Demougin ist Mitherausgeber des Review of Law and Economics, des Review of Managerial Science sowie des Journal of Institutional and Theoretical Economics und seit 2012 Teilprojektleiter des LOEWE-Schwerpunkts Außergerichtliche und gerichtliche Konfliktlösung, eines interdisziplinären Verbundforschungsvorhabens im Rahmen des hessischen Exzellenzprogramms.